# Billy Hamilton (musicien)
Pour les articles homonymes, voir Hamilton.
Billy Hamilton est le bassiste de la formation canadienne Silverstein.